# Aerodrome Flight Information Service
Pour les articles homonymes, voir AFIS.
 
L'Aerodrome Flight Information Service ou Airport Flight Information Service (AFIS) est un type d'organisme de la circulation aérienne, rendant les services d'information de vol et d'alerte sur des aérodromes. Les organismes AFIS sont des prestataires de services de la navigation aérienne qui ne rendent pas le service de contrôle aérien.
Pour les aérodromes concernés le titre d'Aérodrome FIS est admis, même si la phraséologie OACI officielle est Airport FIS. Aux États-Unis, AFIS est traduit par l'acronyme : « Automatic Flight Information Service ».

## Rôles de l'AFIS
L'AFIS rend les services suivants :
- il assure le service d'information et d'alerte ;
- il donne des informations sur la présence des aéronefs dont il a connaissance au voisinage de l'aérodrome, dans la circulation d'aérodrome (circuit de piste, entrées de circuit et aire de trafic) et sur les aires de manœuvre ;
- il fournit les renseignements météorologiques dont il dispose (vent, visibilité, température, QNH, QFE et l'heure exacte) et les informations sur les conditions d'aérodrome (piste en service) ;
- il assiste les pilotes dans la prévention des collisions entre avions, véhicules et tout autre obstacle.

Contrairement à un service de contrôle, l'AFIS ne peut donner ni instruction, ni autorisation, ni interdiction à un pilote. En particulier, il ne peut pas autoriser le décollage ou l'atterrissage d'un aéronef. Afin de limiter la responsabilité de l'AFIS, celui-ci se contente en général de répondre aux requêtes explicitement formulées par les pilotes. En particulier, il n'est pas de son ressort de rappeler à la règle un aéronef fautif.
Sauf si l'AIP du terrain le spécifie explicitement, l'usage de la radio n'est pas obligatoire sur un Aérodrome FIS. L'AFIS n'a donc pas nécessairement connaissance de tous les aéronefs dans la circulation d'aérodrome.

## Services AFIS en France
En 2020 il existe 67 services AFIS en France métropolitaine et 30 outre-mer, rendus par des agents employés par des collectivités territoriales, des régies, des chambres de commerce, des sociétés d'économie mixte, des sociétés privées, ou des administrations. Ce nombre a crû au fil des années avec la suppression du service de contrôle aérien sur les aérodromes à faible trafic. Sur certains aérodromes le service AFIS est rendu en complément du service de contrôle aérien, par exemple dans des plages horaires différentes. Les personnels sont couramment appelés agents AFIS. 
| Aérodrome                         | Code OACI | Prestataire AFIS |
| --------------------------------- | --------- | --- |
| Albert-Bray                       | LFAQ      | Régie de l'aéroport d'Albert-Picardie                                                                                            |
| Albi-Le Séquestre                 | LFCI      | Mairie d'Albi |
| Amiens-Glisy                      | LFAY      | Amiens métropole |
| Angers-Marcé                      | LFJR      | Société de gestion de l'aéroport d'Angers-Marcé                                                                                  |
| Angoulême - Brie-Champniers       | LFBU      | Société d'exploitation de l'aéroport Angoulême - Syndicat mixte des aéroports de Charente Régie de l'aéroport d'Angoulême Cognac |
| Rochefort - Charente- Maritime    | LFDN      | Syndicat Mixte des Aéroports de La Rochelle-Ile-De-Ré et de Rochefort-Charente-Maritime                                          |
| Arcachon - La Teste- de-Buch      | LFCH      | Communauté d'agglomération du bassin d'Arcachon Sud                                                                              |
| Auch-Lamothe                      | LFDH      | Syndicat mixte de gestion de l'aérodrome d'Auch-Gers                                                                             |
| Aurillac                          | LFLW      | Communauté d'agglomération du bassin d'Aurillac                                                                                  |
| Auxerre-Branches                  | LFLA      | EDEIS Aéroport d'Auxerre |
| Belle-Ile                         | LFEA      | Communauté de communes de Belle-Ile-en-Mer                                                                                       |
| Besançon-La Vèze                  | LFQM      | Syndicat mixte de l'aérodrome de Besançon-La Vèze                                                                                |
| Blois-Le Breuil                   | LFOQ      | Conseil départemental de Loir-et-Cher                                                                                            |
| Bourges                           | LFLD      | EDEIS Aéroport Bourges |
| Brive-Souillac                    | LFSL      | Régie personnalisée d'exploitation de l'aéroport de Brive-Souillac                                                               |
| Cahors-Lalbenque                  | LFCC      | Syndicat mixte ouvert de Cahors Sud                                                                                              |
| Calais-Dunkerque                  | LFAC      | Communauté d'agglomération du Calaisis                                                                                           |
| Castres-Mazamet                   | LFCK      | Chambre de commerce et d'industrie du Tarn                                                                                       |
| Chalon-Champforgeuil              | LFLH      | EDEIS Aéroport Chalon Champforgeuil                                                                                              |
| Châlons-Vatry                     | LFOK      | Etablissement public de gestion de l'aéroport de Vatry                                                                           |
| Châteauroux-Déols                 | LFLX      | Aéroport Châteauroux-Centre |
| Cherbourg Maupertus               | LFRC      | Société d'exploitation de Cherbourg Maupertus Aéroport                                                                           |
| Cholet-Le Pontreau                | LFOU      | Ville de Cholet |
| Colmar-Houssen                    | LFGA      | Société de l'aéroport de Colmar SAS                                                                                              |
| Courchevel                        | LFLJ      | Commune de Courchevel |
| Dieppe - Saint-Aubin              | LFAB      | Chambre de commerce et d'industrie de Dieppe                                                                                     |
| Dijon-Longvic                     | LFSD      | EDEIS Aéroport de Dijon |
| Dole-Tavaux                       | LFGJ      | Société d'exploitation de l'aéroport Dole-Jura                                                                                   |
| Epinal-Mirecourt                  | LFSG      | Société d'exploitation de l'aéroport Epinal-Mirecourt                                                                            |
| Gap-Tallard                       | LFNA      | Conseil Départemental des Hautes-Alpes                                                                                           |
| Ile d'Yeu                         | LFEY      | Chambre de commerce et d'industrie de la Vendée                                                                                  |
| La Roche-sur-Yon - Les Ajoncs     | LFRI      | Chambre de commerce et d'industrie de la Vendée                                                                                  |
| La Baule-Escoublac                | LFRE      | Syndicat intercommunal de l'aéroport de La Baule-Escoublac Pornichet Le Pouliguen                                                |
| La Môle                           | LFTZ      | S.A. Aéroport du golfe de Saint-Tropez                                                                                           |
| Lannion                           | LFRO      | Syndicat mixte de l'aéroport de Lannion                                                                                          |
| Laval-Entrammes                   | LFOV      | Syndicat mixte de l'aéroport de Laval et de la Mayenne                                                                           |
| Le Castellet                      | LFMQ      | S.A.S Aéroport international du Castellet                                                                                        |
| Le Mans Arnage                    | LFRM      | Chambre de commerce et d'industrie du Mans et de la Sarthe                                                                       |
| Le Puy-Loudes                     | LFHP      | Syndicat mixte de gestion aérodrome départemental Le Puy-en-Velay - Loudes                                                       |
| Le Havre-Octeville                | LFOH      | SEALAR - Aéroport du Havre Octeville                                                                                             |
| Lézignan-Corbières                | LFMZ      | Commune de Lézignan-Corbières |
| Lyon-Bron                         | LFLY      | Aéroports de Lyon |
| Mende-Brenoux                     | LFNB      | Communauté de Communes Cœur de Lozère                                                                                            |
| Montbéliard-Courcelles            | LFSM      | Syndicat mixte de l'aérodrome du pays de Montbéliard                                                                             |
| Montluçon-Guéret                  | LFBK      | Chambre de commerce et d'industrie de Montluçon - Gannat - portes d'Auvergne - Chambre de Commerce et d'Industrie de l'Allier    |
| Morlaix-Ploujean                  | LFRU      | Chambre de commerce et d'industrie Métropolitaine Bretagne Ouest                                                                 |
| Moulins-Montbeugny                | LFHY      | Chambre de commerce et d'industrie Allier                                                                                        |
| Nancy-Essey                       | LFSN      | Grand Nancy Aéropôle |
| Nevers-Fourchambault              | LFQG      | Syndicat mixte ouvert pour l'aménagement et l'exploitation de l'aéroport du grand Nevers et de la Nièvre                         |
| Niort Marais Poitevin             | LFBN      | Mairie de la ville de Niort |
| Orléans - Saint-Denis- de-l'Hôtel | LFOZ      | Syndicat mixte d'aménagement et d'exploitation des aérodromes de l'Ouest du Loiret (SMAEDAOL)                                    |
| Ouessant                          | LFEC      | Commune d'Ouessant |
| Pamiers-Les Pujols                | LFDJ      | Syndicat mixte de l'aérodrome de Pamiers-Les Pujols                                                                              |
| Périgueux-Bassillac               | LFBX      | Communauté d'agglomération le grand Périgueux                                                                                    |
| Quiberon                          | LFEQ      | Commune de Quiberon |
| Reims-Prunay                      | LFQA      | Société d'exploitation de Reims Aéroport                                                                                         |
| Roanne-Renaison                   | LFLO      | Roannais Agglomération |
| Royan-Médis                       | LFCY      | Commune de Royan |
| Saint-Brieuc-Armor                | LFRT      | Syndicat mixte aéroport Saint-Brieuc - Armor                                                                                     |
| Toulouse-Blagnac                  | LFBO      | Vigie - AIRBUS |
| Toulouse-Francazal                | LFBF      | Société d'exploitation de Toulouse Francazal Aéroport (SETFA)                                                                    |
| Tours-Val de Loire                | LFOT      | Société d'exploitation Tours aéroport                                                                                            |
| Troyes-Barberey                   | LFQB      | Société d'exploitation de l'aéroport de Troyes Barberey                                                                          |
| Valence-Chabeuil                  | LFLU      | Syndicat mixte pour l'exploitation, la gestion et l'entretien de Valence Chabeuil                                                |
| Valenciennes-Denain               | LFAV      | Syndicat mixte de l'aéroport du Valenciennois                                                                                    |
| Vannes-Meucon                     | LFRV      | Société Vannes Aéroport |
| Vichy-Charmeil                    | LFLV      | Commune de Vichy |
| Saint-Pierre-Pierrefonds          | FMEP      | Syndicat mixte de Pierrefonds |
| Arutua                            | NTGU      | Direction de l'aviation civile en Polynésie française                                                                            |
| Fakarava                          | NTGF      | Direction de l'aviation civile en Polynésie française                                                                            |
| Hao                               | NTTO      | Direction de l'aviation civile en Polynésie française                                                                            |
| Hiva-Oa-Atuona                    | NTMN      | Direction de l'aviation civile en Polynésie française                                                                            |
| Huahine                           | NTTH      | Direction de l'aviation civile en Polynésie française                                                                            |
| Kaukura                           | NTGK      | Direction de l'aviation civile en Polynésie française                                                                            |
| Koné                              | NWWD      | Service de la navigation aérienne en Nouvelle-Calédonie                                                                          |
| Makemo                            | NTGM      | Direction de l'aviation civile en Polynésie française                                                                            |
| Manihi                            | NTGI      | Direction de l'aviation civile en Polynésie française                                                                            |
| Maré-La Roche                     | NWWR      | Direction des ports et aéroports de la province des Iles Loyauté                                                                 |
| Mataiva                           | NTGV      | Direction de l'aviation civile en Polynésie française                                                                            |
| Maupiti                           | NTTP      | Direction de l'aviation civile en Polynésie française                                                                            |
| Nuku-Hiva                         | NTMD      | Direction de l'aviation civile en Polynésie française                                                                            |
| Ouvéa-Ouloup                      | NWWV      | Direction des ports et aéroports de la province des Iles Loyauté                                                                 |
| Raivavae                          | NTAV      | Direction de l'aviation civile en Polynésie française                                                                            |
| Rurutu                            | NTAR      | Direction de l'aviation civile en Polynésie française                                                                            |
| Takapoto                          | NTGT      | Direction de l'aviation civile en Polynésie française                                                                            |
| Tikehau                           | NTGC      | Direction de l'aviation civile en Polynésie française                                                                            |
| Totegegie                         | NTGJ      | Direction de l'aviation civile en Polynésie française                                                                            |
| Touho                             | NWWU      | Direction de l'aménagement et du foncier de la province Nord                                                                     |
| Tubuai-Mataura                    | NTAT      | Direction de l'aviation civile en Polynésie française                                                                            |
| Ua Huka                           | NTMU      | Direction de l'aviation civile en Polynésie française                                                                            |
| Ua Pou                            | NTMP      | Direction de l'aviation civile en Polynésie française                                                                            |
| Wallis-Hihifo                     | NLWW      | Service d'Etat de l'aviation civile des îles Wallis et Futuna                                                                    |
| Saint-Barthélemy                  | TFFJ      | Collectivité de Saint-Barthélemy                                                                                                 |
| Saint-Martin-Grand Case           | TFFG      | Société d'exploitation de Saint-Martin Aéroport                                                                                  |
| Futuna Pointe Vele                | NLWF      | Service des travaux publics de l'administration supérieure des îles Wallis et Futuna                                             |
| Ile des Pins Moue                 | NWWE      | Direction du foncier et de l'aménagement de la province Sud                                                                      |
| Rangiroa                          | NTTG      | Aéroport de Tahiti |